# 織田信栄
織田 信栄（おだ のぶよし）は、江戸時代中期の旗本。通称は万五郎、式部。官位は従四位上・左少将、伊賀守、対馬守。

## 生涯
旗本・織田信清の長男として誕生した。初名は信廷、信尹。伯父の高家旗本・織田信明の養子となる。
正徳3年（1713年）11月28日、7代将軍・徳川家継に御目見する。享保8年（1723年）7月23日、信明の隠居により家督を相続する。享保13年（1728年）12月15日、高家に就任し、従五位下・侍従・伊賀守に叙任する。後に従四位上・左少将にまで昇進する。宝暦2年（1752年）10月18日、高家肝煎に就任する。
明和4年（1767年）8月21日、実子である上野小幡藩主織田信邦の起こした明和事件に連座して蟄居・隠居を命じられた。山県大弐と交遊関係にあった小幡藩士吉田玄蕃の処罰を幕府に届けず、内々に処理することに関し、小幡藩から相談を受け、追認したことを咎められたようである。それに伴って、織田家は高家旗本から普通の旗本に降格となる。
明和6年（1769年）7月24日、死去。享年73。

## 系譜
正室はなし。子女は5男5女。
- 父：織田信清
- 母：不詳
- 養父：織田信明
- 正室：なし
- 生母不明の子女
  - 長男：織田信之
  - 次男：織田信憑 - 丹波国柏原藩主織田信旧の養子
  - 四男：織田信邦 - 上野小幡藩主織田信富の養子
  - 五男：織田信浮 - 上野小幡藩主織田信邦の養子
  - 長女：松平親章室
  - 三女：酒井政勝室
  - 五女：大久保忠官室
- 養子
  - 女子：永井尚方室 - 織田信清の娘